# Morella phanerodonta
Morella phanerodonta là một loài thực vật có hoa trong họ Myricaceae. Loài này được (Standl.) Wilbur mô tả khoa học đầu tiên năm 2001.

## Hình ảnh

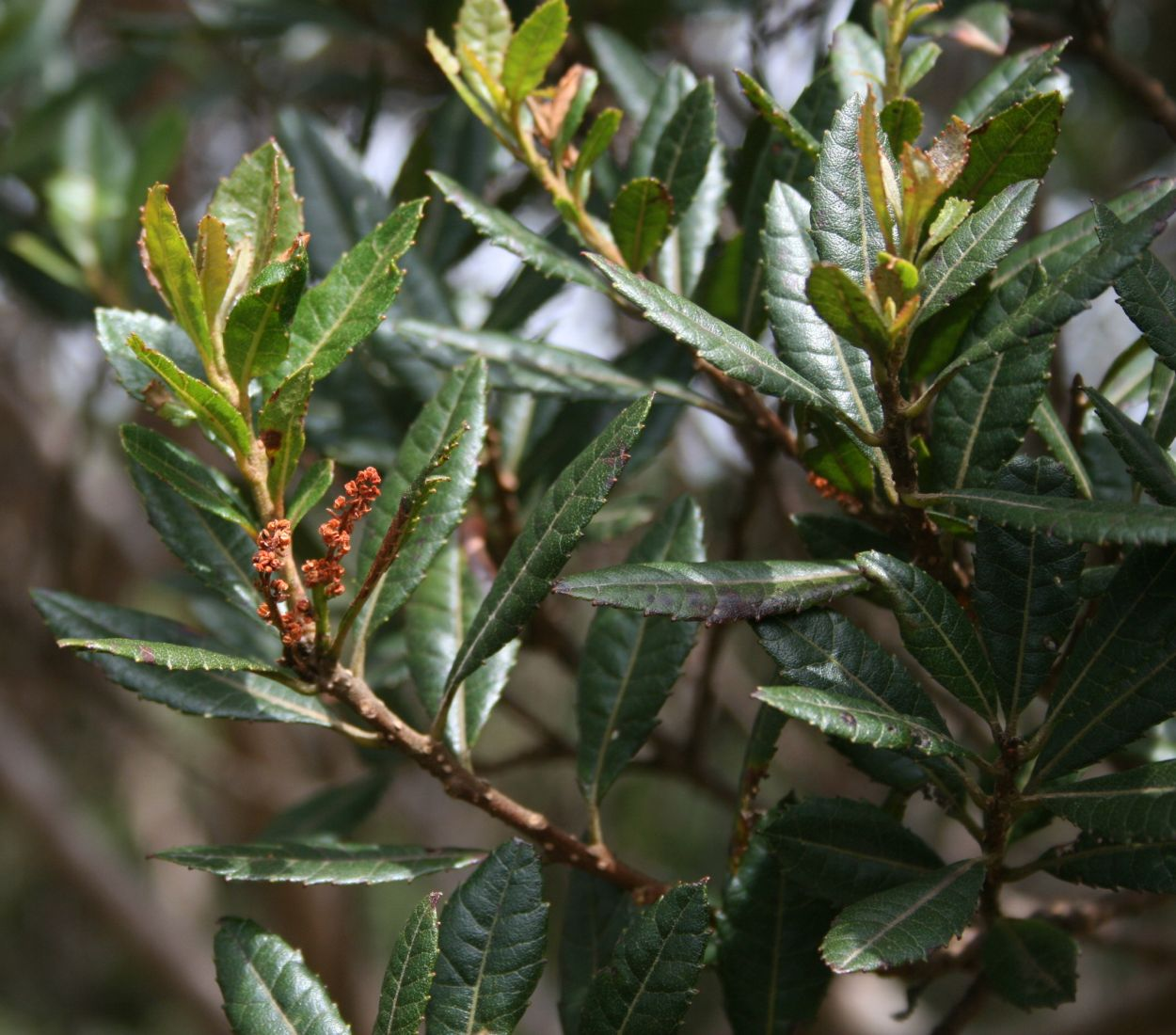
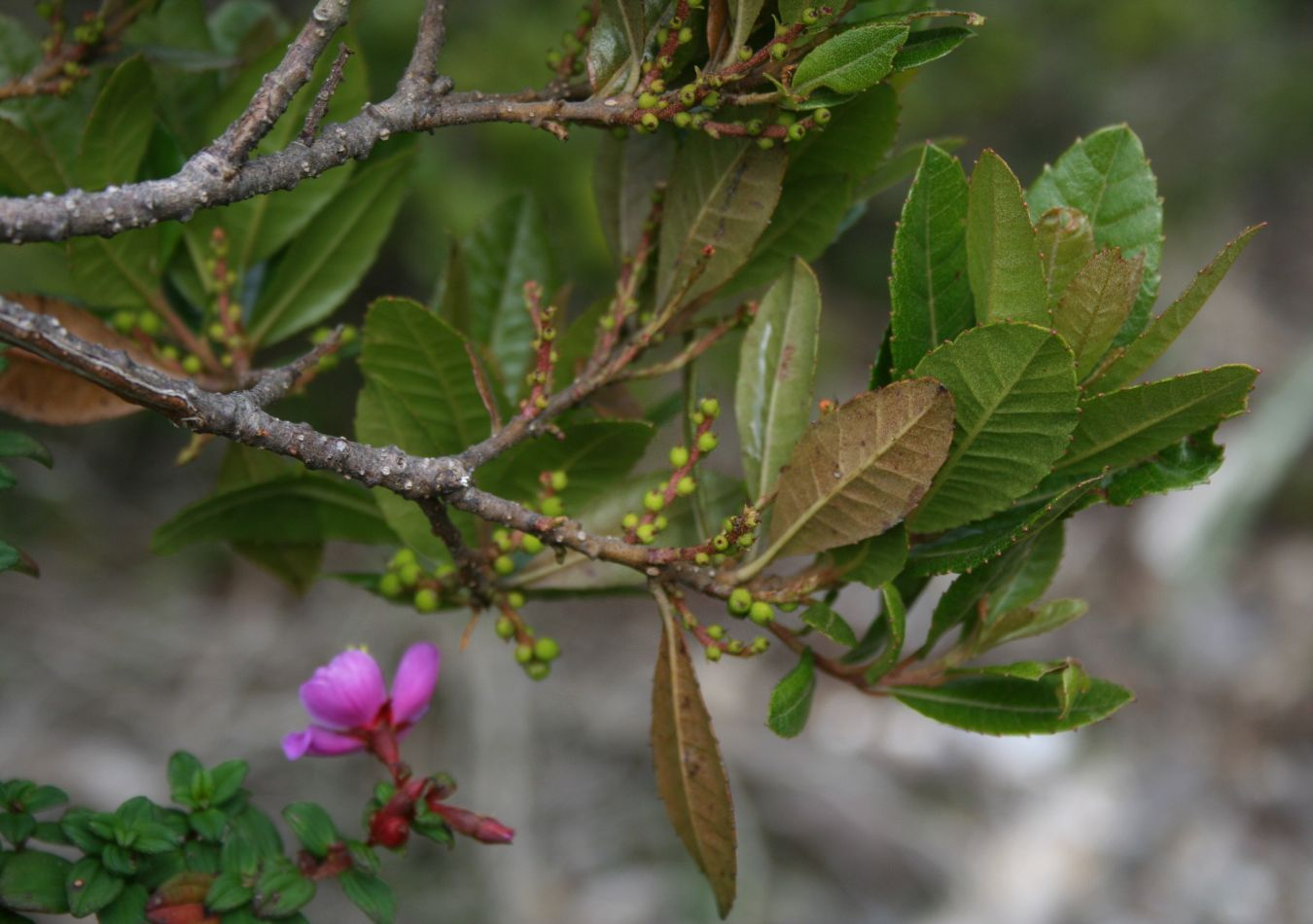
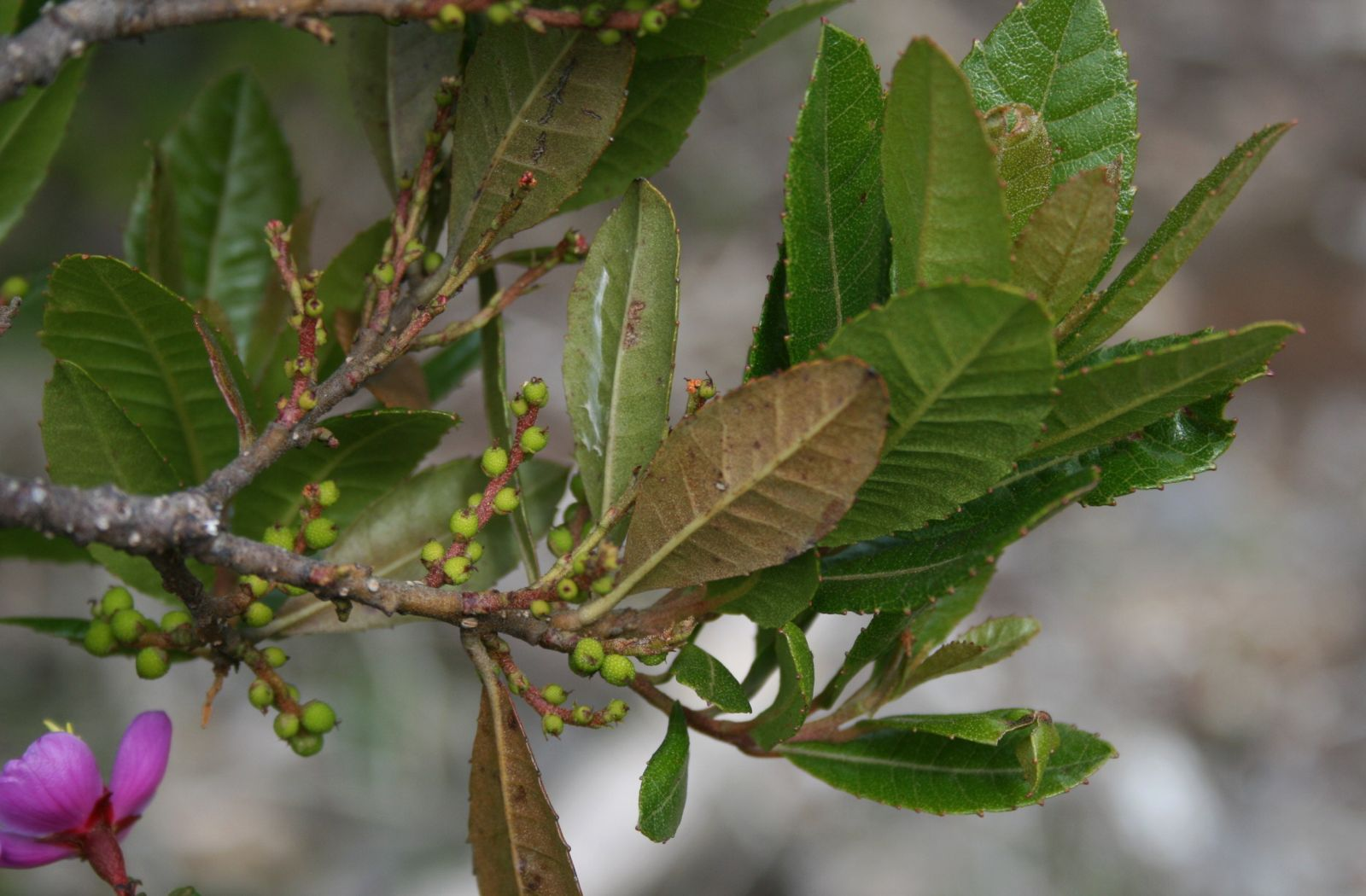